# Motjärnen (Lima socken, Dalarna)
Motjärnen är en sjö i Malung-Sälens kommun i Dalarna och ingår i Dalälvens huvudavrinningsområde.